# Puigbalador
Puigbalador o Puigbaladó (francès: Puyvalador), és un poble i una comuna catalana de la comarca del Capcir.
El municipi se situa a l'extrem septentrional de la comarca i inclou el nucli de Riutort. El poble de Puigbalador és a la vora de la resclosa del mateix nom.

## Etimologia
En un extens article del seu Onomasticon Cataloniae, Joan Coromines explica el topònim Puigbalador, que, per raons etimològiques ell proposaria d'escriure Puigbaladó o Puigbaladós, com un compost del mot comú puig, del llatí podium, i baladó o baladós, del possibement cèltic balato-, que és el mot que dona el mot comú català bàlec (ginesta nana). Per tant, es tractaria de la muntanya abundosa en bàlecs.
Històricament, la grafia correcta del nom d'aquest municipi ha creat controvèrsia, si bé és acceptada majoritàriament la tesi del Nomenclàtor Toponímic de la Catalunya del Nord. Joan Becat, en canvi, ha recomanat recentment la forma Puigvaledor com a correcta. D'altra banda, l'opinió de Joan Coromines és prou diferent, com s'exposa a l'apartat de l'etimologia.

## Geografia

### Localització i característiques generals del terme

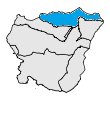
Situació de la comuna de Puigbalador en el Capcir

El terme comunal de Puigbalador, de 194.600 hectàrees d'extensió és situat a l'extrem nord d'aquesta comarca. És al límit, pel nord-oest, nord i nord-est, amb el parçan del Donasà, comunes d'el Pla i Queragut, i amb el del País de Salt, comunes d'Escolobre i El Bosquet (País de Salt), mentre que la resta de termenals meridionals són amb tres altres comunes capcineses, Font-rabiosa, Formiguera i Real.
És un terme allargassat d'oest a est, amb una forma molt peculiar. El cos principal del terme, que ocupa el centre i l'oest de la comuna, és bastant regular, però cal afegir-li un llarg i estret apèndix cap al sud, que segueix la riba esquerra del Galba, separant els termes de Font-rabiosa, a ponent, i Formiguera, a llevant, des de prop de l'extrem oest de l'Embassament de Puigbalador fins a tocar el poble d'Esposolla; d'altra banda, al nord-est, forma una altra mena d'apèndix que es troba al nord del terme de Real, i al sud del de Queragut, al Donasà. Diferentment de la resta del terme de Puigbalador, aquest apèndix és a la dreta de l'Aude, que comprèn tota la vall del Rec de la Termenera, fins al Coll de la Marrana, a 2.128 m alt, al límit amb el País de Salt, i fins al Serrat Gros de les Clotes.
Els indrets més elevats del terme de Puigbalador són als dos extrems, el de ponent i el de llevant. A ponent es troba el circ de muntanyes que acull l'Estació d'esquí de Puigbalador, conformat de sud a nord, formant un arc cap a l'oest, pel Serrat del Bosc Negre, que a uns 2.130 metres d'altitud acull els terminals superiors del telecadira i del telesquí del Bosc Negre, el Serrat de la Llissa Cremada, que passa dels 2.300 m alt, el Serrat dels Clots de l'Egua, d'uns 2.330, serrat que defineix l'extrem oest del terme, i, alhora, el límit entre els Països Catalans i Occitània. A l'extrem nord d'aquest límit oest es troba el Pic del Ginebre, on arriba el telesquí del Ginebre I, de 2.380,7. Davallant cap a llevant des d'aquest cim, durant un tram el límit de la comuna no segueix cap accident geogràfic definit, però aviat torna a enfilar-se cap al Serrat dels Esclots, de vers 2.050 m alt, tot seguit s'adreça al Roc de la Socarrada, de 1.851, al Pla de les Torretes, que passa dels 1.800, al Roc Cosconer, de 1.739,6, al Coll de les Ares, a 1.608, a la Tossa, de 1.613, i al Roc de Caramat, de 1.529,7, darrer contrafort abans de baixar a la vall de l'Aude.
La zona meridional del centre de la comuna és la més plana i baixa de la comuna de Puigbalador. Es correspon al fons de la vall de l'Aude, que travessa Puigbalador de sud a nord. La seva sortida de la comuna, per a entrar en la de Queragut, és a 1.336,3 m alt, el punt més baix del terme. El poble de Puigbalador és a 1.469, i el de Riutort, a 1.522.
Termes municipals limítrofs:
| El Pla (Donasà) | Queragut (Donasà) | Escolobre i El Bosquet (País de Salt) |
|                 |                   |                                       |
|                 | Font-rabiosa      | Real / Formiguera                     |

### El poble de Puigbalador

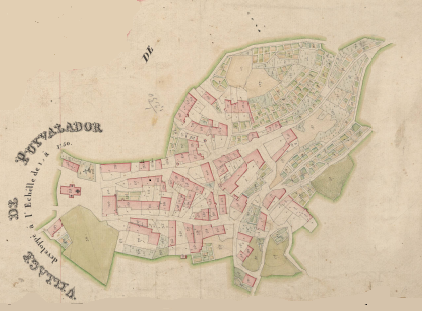
Puigbalador en el Cadastre Napoleònic del 1812 (Arxius Departamentals dels Pirineus Orientals, ADPO)

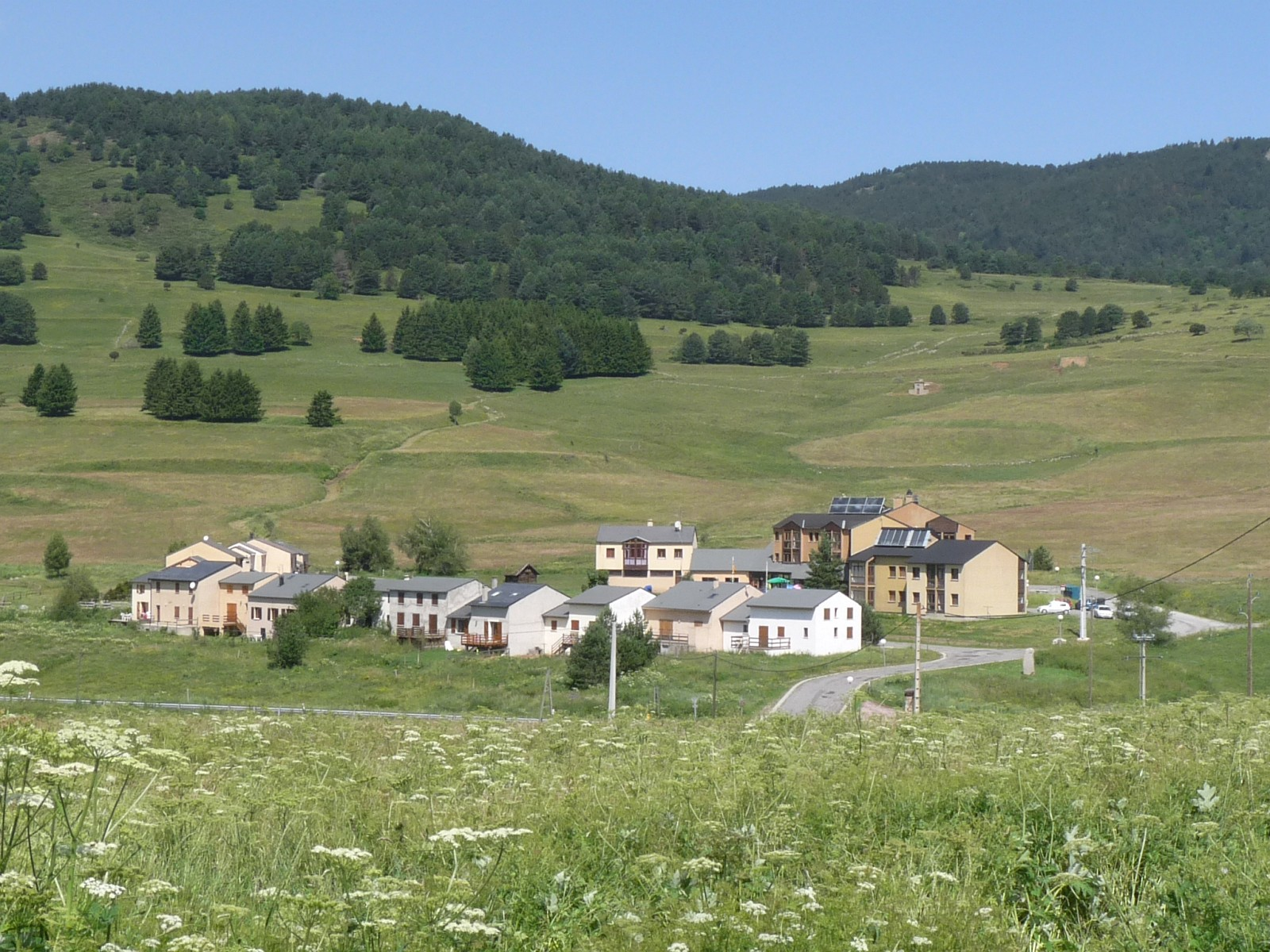
Part del poble de Puigbalador, vist des de l'església

El poble de Puigbalador està situat al costat de la riba nord-oest de l'Embassament de Puigbalador, al damunt d'un petit turó, en el cim del qual hi ha les ruïnes del Castell de Puigbalador. Està format per mitja dotzena de carrers, sense que acabi de ser un poble completament agrupat.
Té l'església parroquial de Sant Joan Baptista a l'extrem nord-est de la població. El cementiri, que originalment era al costat de l'església, és ara al sud-oest, a uns 250 metres del seu emplaçament primitiu.

### Riutort

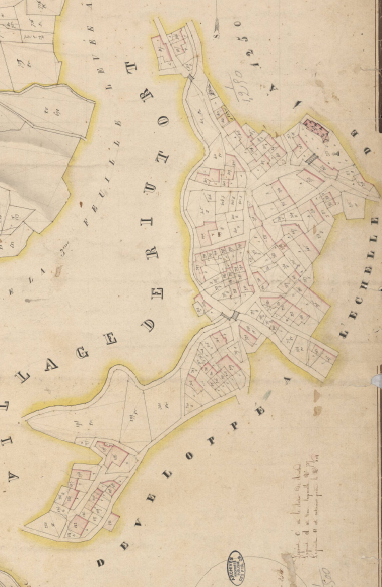
Riutort en el Cadastre Napoleònic del 1812 (ADPO)

El poble de Riutort està situat just a ponent del centre de la comuna, a quasi dos quilòmetres a l'oest, lleugerament al nord, del poble de Puigbalador. És un poble també amb les cases poc agrupades construïdes al llarg de la carretera i d'un parell o tres de carrers que en deriven. En el seu extrem nord-est hi ha l'església, antigament parroquial, de Sant Martí de Riutort, amb el cementiri al costat seu. Riutort té un annex de la Casa de la Vila de Puigbalador.
Prop de Riutort es troba el Roc del Moro, on han estat trobades peces de ceràmica del Neolític, una plaqueta d'esquist i una destral de sílex, a més de vestigis d'una fortificació d'època protohistòrica.

### Querramat
A Querramat hi ha una pedra dreta que diversos autors han interpretat com un menhir, tot i que no hi ha unanimitat a l'entorn d'aquest tema. La llegenda popular atribueix a aquesta pedra, que presenta una zona superior que recorda una forca, el lloc on les bruixes de la contrada celebraven la nit de Sant Silvestre el sàbat. A llevant, a l'altra riba de l'Aude s'alça el poble d'Odelló de Real, o de Capcir, antigament de Querramat.

### L'Estació d'esquí

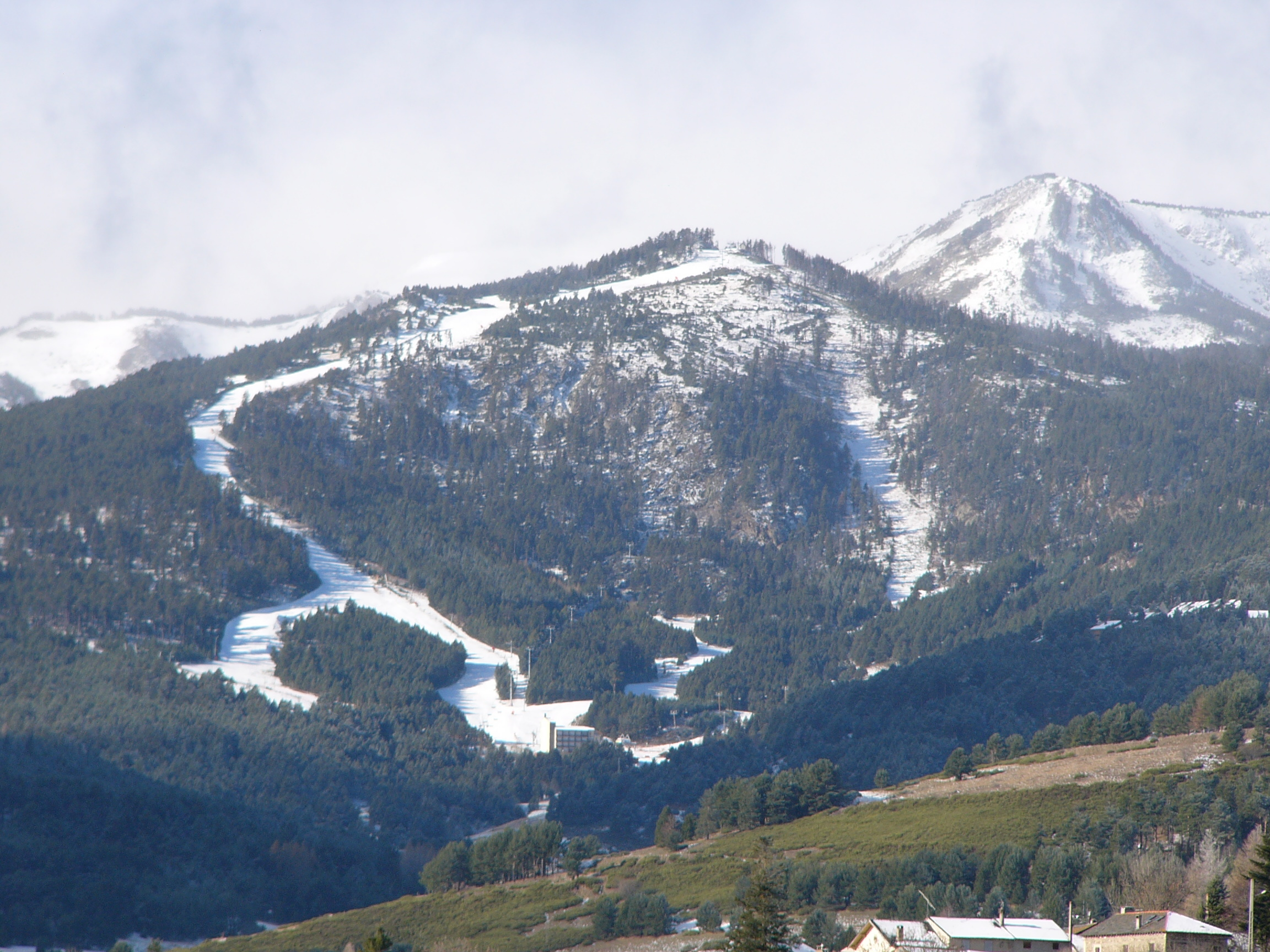
L'estació d'esquí

L'Estació d'esquí de Puigbalador és més a prop del poble de Riutort que del que exerceix de cap de la comuna. Està situada a l'oest de la comuna, entre els 1.700 i 2.350 metres d'altitud, i arriba fins a l'extrem nord-oest del terme comunal. S'hi va construir també una urbanització de quasi un centenar de cases unifamiliars.
Tanmateix, el 2017 van cessar les activitats d'aquesta estació d'esquí a causa del deute adquirit i la seva inviabilitat econòmica, cosa que provocà la dimissió per desacord del batlle del moment.

### Els ponts romànics

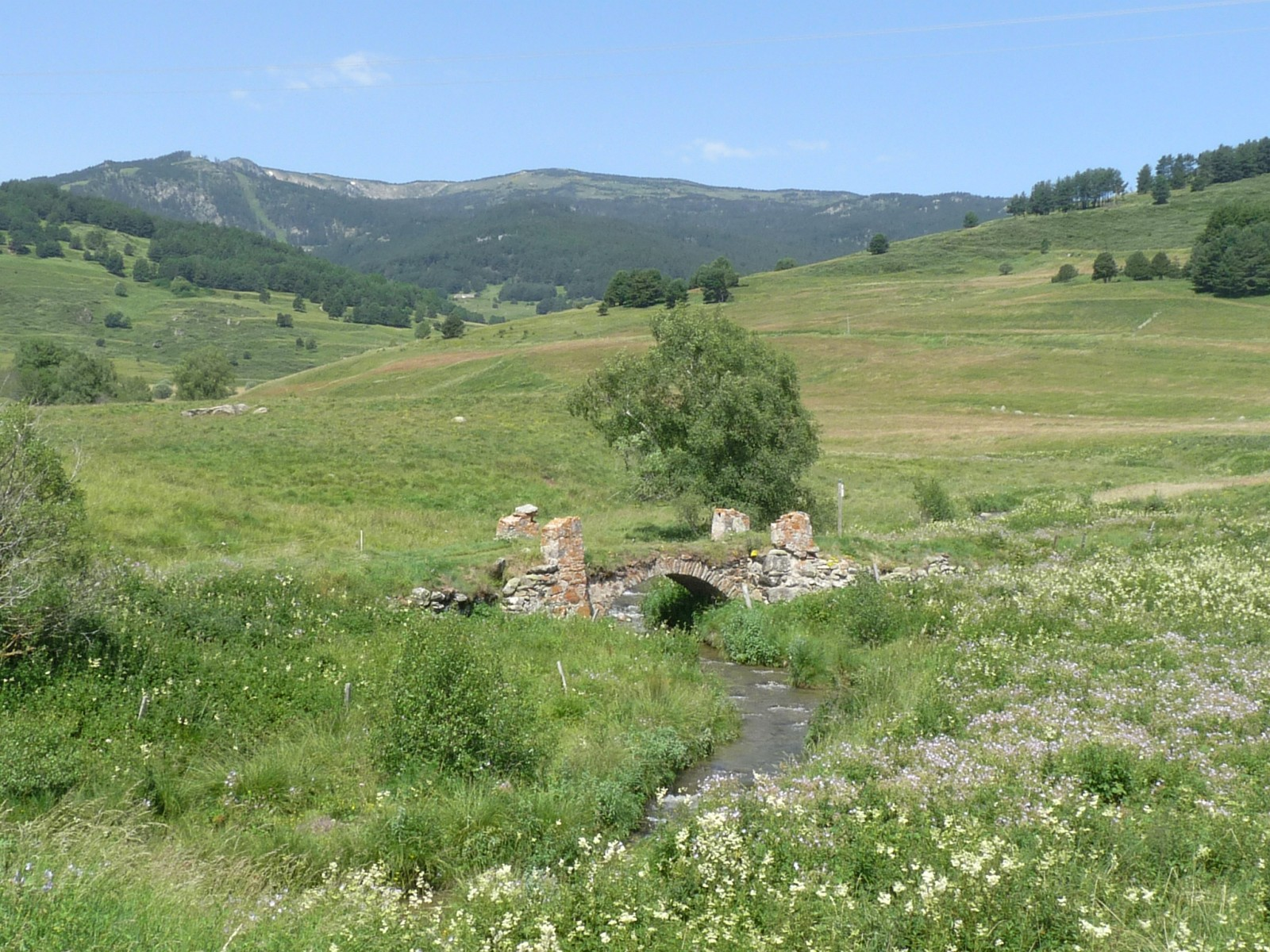
El Pont de Galba

En el terme de Puigbalador hi ha dos ponts romànics, tots dos pertanyents a la Via Redensis, que unia les viles de Carcassona i de Llívia. El Pont de Galba és al sud del terme, damunt el Galba, amb el cappont nord-occidental dins del terme de Formiguera. El Pont de Riutort és a prop seu, una mica més al nord, damunt del Rec del Cirerol, abans anomenat Riu Tort.

## Transports i comunicacions

### Carreteres
Pel terme de Puigbalador tan sols passen tres carreteres departamentals, una que travessa el terme de sud a nord, una segona que s'origina a Puigbalador i se'n va cap al nord, paral·lela a l'anterior, i una tercera interna del terme, que uneix Puigbalador amb Riutort i l'estació d'esquí. D'una banda, hi ha la carretera D - 118 (N - 116, a la Cabanassa - D - 117, a Sant Martí de Lis), que uneix la Cerdanya i el Capcir amb les comarques occitanes del Donasà i País de Salt (i a través d'elles, amb la resta d'Occitània.
D'altra banda, la D - 32 (D - 118, a Puigbalador - D - 16 del Departament de l'Arieja, al límit de Puigbalador amb Queragut, que, a través de la D - 16 permet enllaçar amb el poble de Queragut i la resta de pobles del Donasà.
Finalment, hi ha dues variants de la D - 32: la D - 32c, molt curta, que enllaça la D - 118 amb el poble de Puigbalador, i la D - 32g, que ho fa amb la D - 118 al lloc on s'hi uneix l'anterior, la D - 32c, i el poble de Riutort, primer, i l'estació d'esquí de Puigbalador després.

### Transport públic col·lectiu
Puigbalador no té cap mena de transport públic regular, llevat del transport a la demanda (TAD), que permet enllaçar amb Formiguera, per on passa la línia 261, la qual enllaça amb la 260 per tal d'anar cap a Perpinyà, i fa el traçat de Montlluís a Formiguera passant per la Llaguna, els Angles i Matamala. Cobreix tres serveis diaris en cada direcció, i un de sol el diumenge i dies de festa.

## Activitats econòmiques
El terme de Puigbalador té una gran part de la seva superfície ocupada per boscs de pi negre i pi roig, per la qual cosa l'activitat econòmica principal ha estat tradicionalment l'explotació del bosc. L'agricultura hi ocupa un espai petit, menys de 150 hectàrees, repartides en 6 explotacions agrícoles, la major part de les quals dedicades a pastures i prats. S'hi cull una mica de sègol (menys de 10 ha), i una mica de patates. Una altra de les activitats tradicionals, la ramaderia, és avui dia en clar retrocés; només hi resta un centenar de caps de bestiar boví, i l'oví i el cabrum hi són testimonials.
El turisme, tant d'hivern al voltant de l'esquí com d'estiu, amb les diferents modalitats de l'excursionisme, tenen una certa importància, però el tancament el 2017 de l'estació d'esquí, que acumulava deutes molt importants, fou un cop dur per a l'economia local.

## Història

### Prehistòria
A prop del cementiri de Riutort han estat trobades diverses restes prehistòriques, com una destral, una plaqueta d'esquist i ceràmica feta a mà. També foren trobats en un dragat de l'embassament una destral de sílex i restes de ceràmica, tot datable a finals del Neolític. A més, al Roc del Moro, on es van trobar els vestigis anomenats en primer lloc, hi ha un abric practicat entre roques, semblant a un dolmen, que acollia una petita fortificació, pel que sembla d'època protohistòrica.

### Edat mitjana
Cal distingir els antics termes medievals de Puigbalador i de Riutort. El castell de Puigbalador, origen del poble, fou fronterer almenys des del segle xii. L'any 1192 fou donat per Alfons el Cast al seu fidel servidor Ponç de Lillet, que hi exercí de castlà; és la primera notícia de la seva existència. El castell era anomenat aleshores de Mont-reial, o Mont-ral (Mons Regalis), i consta com a construït en el Puig Balador. En la donació, el rei es reservava la meitat dels delmes del castell i el seu terme, i a canvi repoblava el lloc amb homes propis. No es conserva la carta pobla corresponent a aquesta repoblació, però sí una altra de privilegis concedida per Jaume I el Conqueridor i ratificada pel seu fill Jaume II de Mallorca el 1303. Aquest castell romangué sempre sota domini reial a través del seu castlà, que era, a més, sotsveguer del Capcir. En foren castlans, successivament, Arnau de Santmarçal, Pere Olzina i Ramon Totzó. Aquesta castlania comprenia Riutort i Vilanova de Capcir, actualment Vilanova de Formiguera. Amb el desplaçament de la frontera cap al sud a partir del Tractat dels Pirineus, el castell quedà abandonat a partir de mitjan segle xvii i ben aviat fou objecte de l'espoliació i es precipità la seva ruïna. La importància d'aquest castell és palesa, pel fet que fou el cap de la sotsvegueria de Capcir.
D'altra banda, Riutort estava lligat a l'abadia de Sant Jaume de Jocu, al País de Salt, com altres possessions que aquell monestir tenia al Capcir, totes les quals estigueren temps en litigi amb l'abadia de Sant Miquel de Cuixà. Tot i això, el 1268 consta la possessió de Riutort en mans de Berenguer d'En, en nom del qual hi actuaven Esclarmunda de Conat i el seu marit Ramon d'Urtx.

## Demografia

### Demografia antiga
La població està expressada en nombre de focs (f) o d'habitants (h)
| 83 f | 80 f | 83 f | 22 f | 40 f | 16 f | 17 f | 38 f | 31 f | 465 h | 44 f | 410 h | 108 f |

(Fonts: Pélissier, 1986.)
Notes:
- 1378: dels quals, 9 f per a Riutort;
- 1515: dels quals, 4 f per a Riutort;
- 1553: per a Puigbalador i Riutort, Odelló de Capcir i Vilanova de Capcir;
- 1774: Puigbalador, annex de Font-rabiosa;
- 1789: Puigbalador i la Castellania.

### Demografia contemporània
| Evolució de la població |      |      |      |      |      |      |      |      |
| 1793                    | 1800 | 1806 | 1821 | 1831 | 1836 | 1841 | 1846 | 1851 |
| 545                     | 546  | 553  | 554  | 532  | 489  | 481  | 482  | 481  |

| 1856 | 1861 | 1866 | 1872 | 1876 | 1881 | 1886 | 1891 | 1896 |
| ---- | ---- | ---- | ---- | ---- | ---- | ---- | ---- | ---- |
| 476  | 461  | 460  | 438  | 433  | 340  | 329  | 331  | 306  |

| 1901 | 1906 | 1911 | 1921 | 1926 | 1931 | 1936 | 1946 | 1954 |
| ---- | ---- | ---- | ---- | ---- | ---- | ---- | ---- | ---- |
| 348  | 311  | 279  | 234  | 247  | 255  | 149  | 144  | 133  |

| 1962 | 1968 | 1975 | 1982 | 1990 | 1999 | 2004 | 2009 | 2014 |
| ---- | ---- | ---- | ---- | ---- | ---- | ---- | ---- | ---- |
| 81   | 62   | 63   | 108  | 82   | 101  | 93   | 73   | 73   |

| 2016 |
| ---- |
| 76   |

Fonts: Ldh/EHESS/Cassini fins al 1999, després INSEE a partir deL 2004

### Evolució de la població

Població 1962-2008

## Administració i política

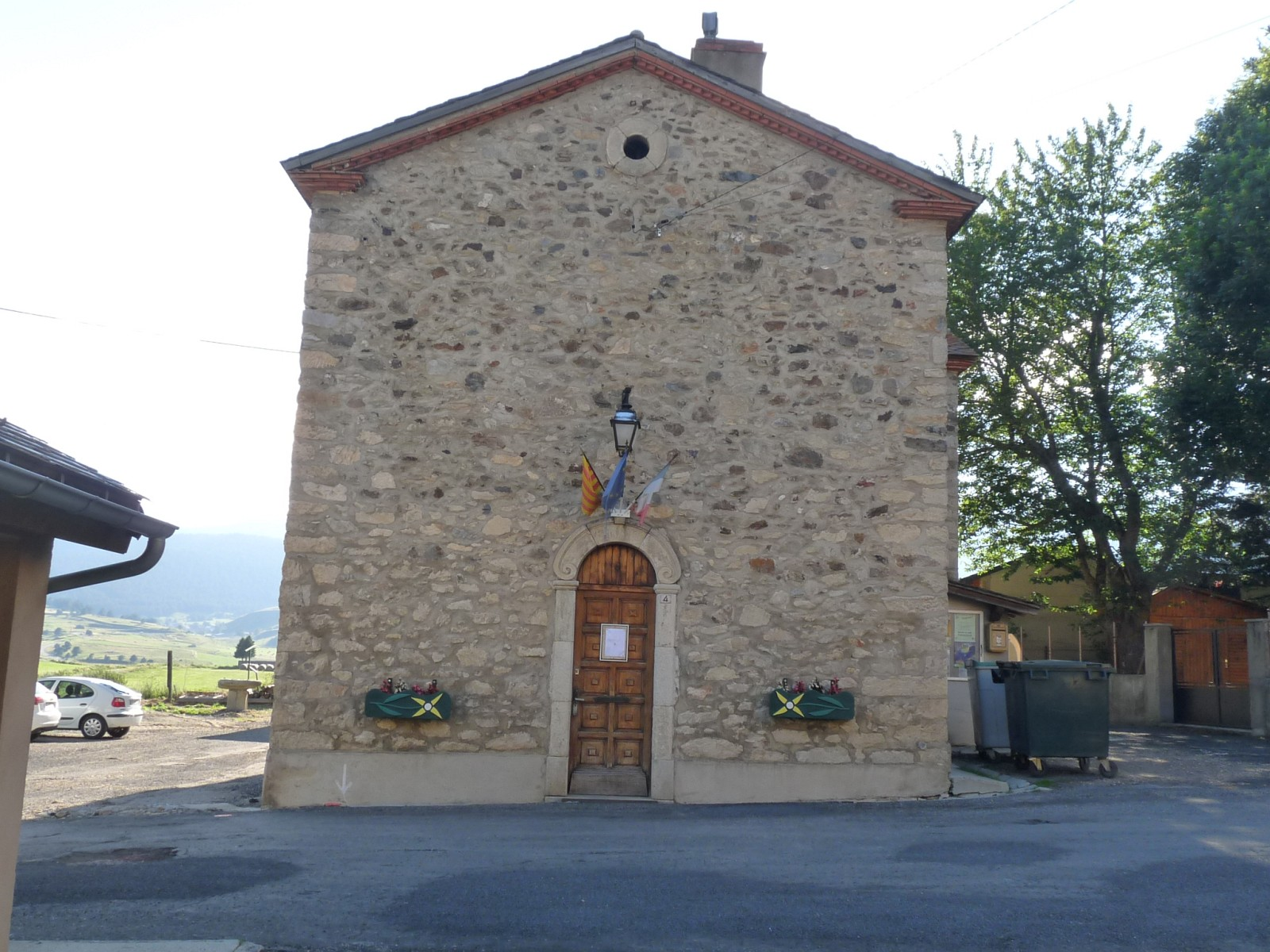
La Casa del Comú de Puigbalador

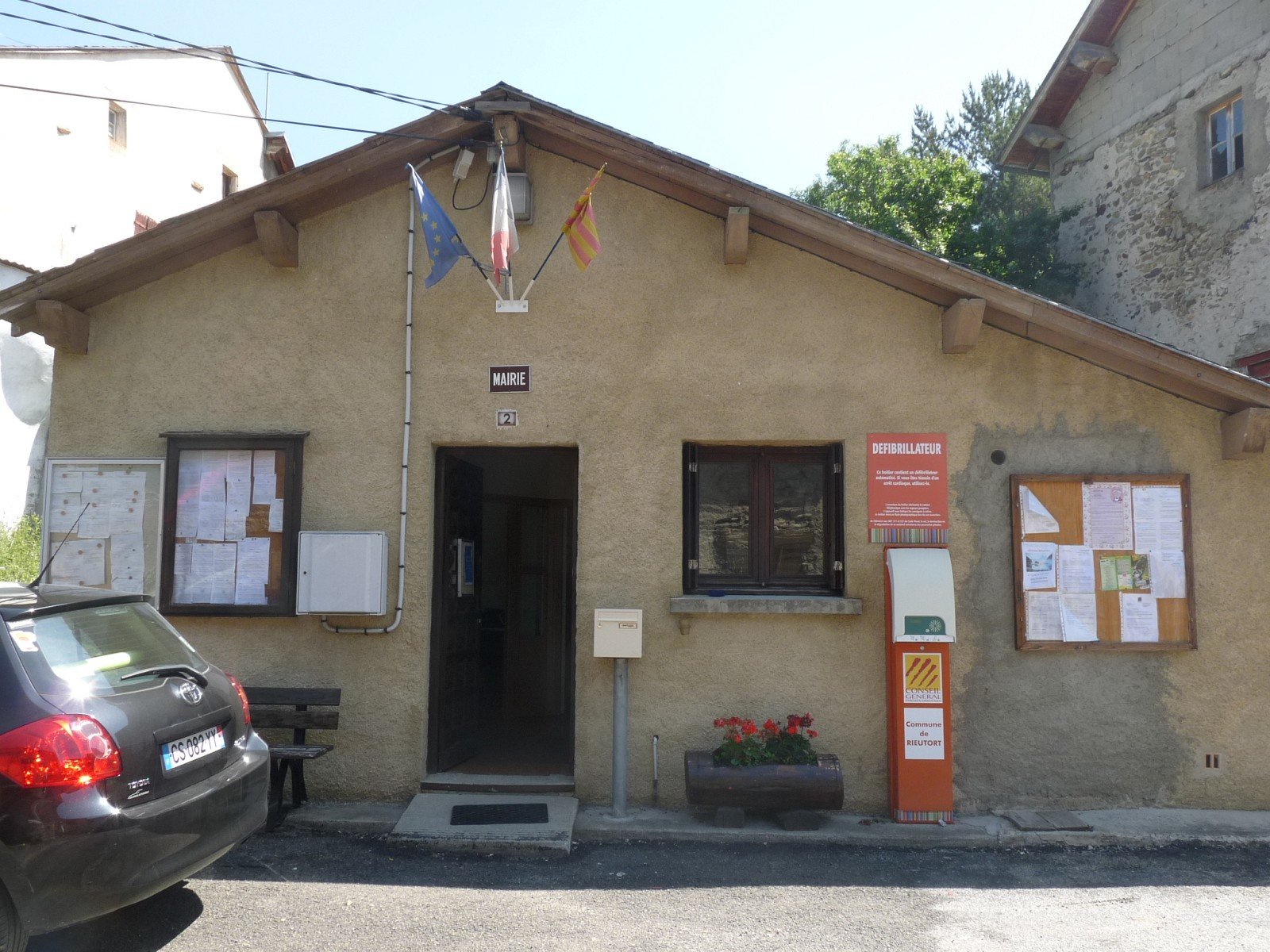
L'annex de Riutort

### Batlles
| Alcalde          | Període                          |
| ---------------- | -------------------------------- |
| Pierre Feron     | Març del 2001 - Març del 2008    |
| Julien Sabarthes | Març del 2008 - Juliol del 2011  |
| Gérard Andrillo  | Juliol del 2011 - Març del 2014  |
| Rolland Gil      | Març del 2014 - Octubre del 2017 |
| Daniel Marin     | Octubre del 2017 - Moment actual |

### Legislatura 2014 - 2020

#### Batlle
- Daniel Marin.

#### Adjunts al batlle[13]
- 1a: Laurent Brunet
- 2n: Marie-Françoise Boccardi.

#### Consellers municipals
- Sylvain Rosart
- Michel Rossi
- Daniel Sempere
- Bernard Millani.

### Adscripció cantonal

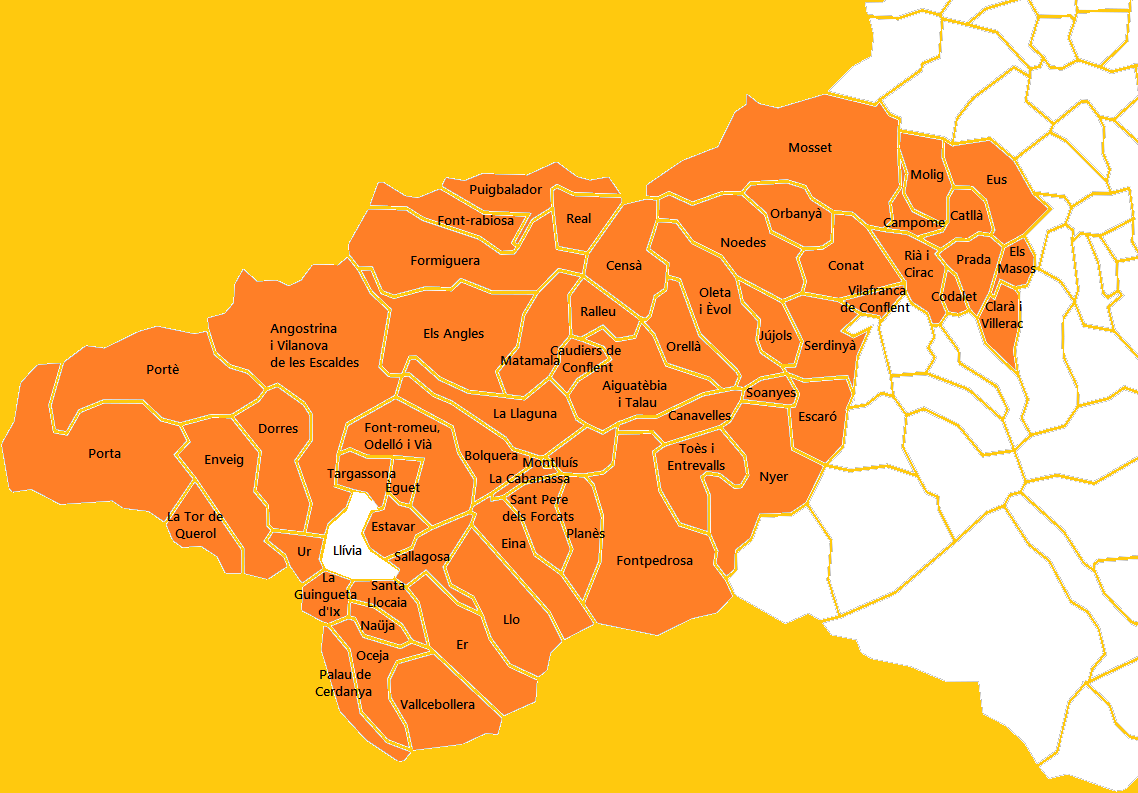
Mapa del Cantó dels Pirineus Catalans

A les eleccions cantonals del 2015 Puigbalador ha estat inclòs en el cantó número 13, dels Pirineus Catalans, que inclou els pobles d'Angostrina i Vilanova de les Escaldes, Bolquera, Dorres, Èguet, Eina, Enveig, Er, Estavar, Font-romeu, Odelló i Vià, la Guingueta d'Ix, Llo, Naüja, Oceja, Palau de Cerdanya, Porta, Portè, Sallagosa, Santa Llocaia, Targasona, la Tor de Querol, Ur i Vallcebollera, de la comarca de l'Alta Cerdanya, els Angles, Font-rabiosa, Formiguera, Matamala, Puigbalador i Real, de la del Capcir, i les viles de Montlluís, Prada i Vilafranca de Conflent i els pobles d'Aiguatèbia i Talau, la Cabanassa, Campome, Canavelles, Catllà, Caudiers de Conflent, Censà, Clarà i Villerac, Codalet, Conat, Escaró, Eus, Fontpedrosa, Jújols, la Llaguna, Els Masos, Molig, Mosset, Noedes, Nyer, Oleta i Èvol, Orbanyà, Orellà, Planès, Ralleu, Rià i Cirac, Sant Pere dels Forcats, Sautó, Serdinyà, Soanyes i Toès i Entrevalls, de la del Conflent, amb capitalitat a Prada. Són conselleres per aquest cantó Jean Castex i Hélène Josende, de la Unió de la Dreta.

### Serveis comunals mancomunats
Puigbalador forma part de la Comunitat de comunes dels Pirineus Catalans, amb capitalitat a la Llaguna, juntament amb Aiguatèbia i Talau, els Angles, Bolquera, la Cabanassa, Caudiers de Conflent, Censà, Eina, Font-romeu, Odelló i Vià, Font-rabiosa, Formiguera, la Llaguna, Matamala, Montlluís, Planès, Puigbalador, Ralleu, Real, Sant Pere dels Forcats i Sautó.

## Ensenyament i Cultura
Ni Puigbalador ni Riutort no disposen actualment d'escola pública, atesa la poca població que hi resideix. Els infants d'aquesta comuna poden anar a l'escola maternal als Angles, Bolquera, la Cabanassa, Matamala, Montlluís o Rosa; pel que fa a l'escola primària, les poblacions on poden anar són els Angles, Formiguera, la Llaguna, Matamala, Montlluís o Queragut. Els col·legis per a cursar la secundària i els liceus per al batxillerat són els de Font-romeu.